# كهف دربند
كهف دربند هو موقع منخفض من العصر الحجري القديم في مقاطعة جيلان في شمال إيران، ويقع على الجانب الشمالي من وادي رافد عميق لنهر سياهرود، أحد روافد نهر سفيد الذي يتدفق إلى بحر قزوين.
يحتوي الكهف على أدلة على احتلال أقدم كهف بشري في عصور ما قبل التاريخ خلال العصر الحجري القديم السفلي في إيران.أُكتشفت القطع الأثرية الحجرية والأحافير الحيوانية من قبل مجموعة من علماء الآثار الإيرانيين في قسم العصر الحجري القديم في المتحف الوطني لإيران و ICHTO في جيلان. يعود تاريخ الموقع إلى أواخر العصر البليستوسيني الأوسط.
يشير وجود أعداد كبيرة من دببة الكهوف وبقايا الدب البني والتحف الحجرية المتناثرة في الموقع إلى أن دربند يمثل عرين لدببة في المقام الأول. لا يعني التواجد المشترك للقطع الأثرية وعظام الدببة افتراسًا بشريًا أو كسحًا. نظرًا لعدم وجود علامات قطع واضحة، باستثناء بعض العلامات المحترقة على عظام الدب، فمن المحتمل أنها تراكمت من خلال عمليات طبيعية.